# Église Saint-Pierre d'Artonges
L'église Saint-Pierre est une église située à Dhuys et Morin-en-Brie dans la commune déléguée d'Artonges, en France.

## Localisation
L'église est située sur la commune de Dhuys et Morin-en-Brie dans la commune déléguée d'Artonges, dans le département de l'Aisne.

## Historique
Le monument est inscrit au titre des monuments historiques en 1928.